# Australian National Airways

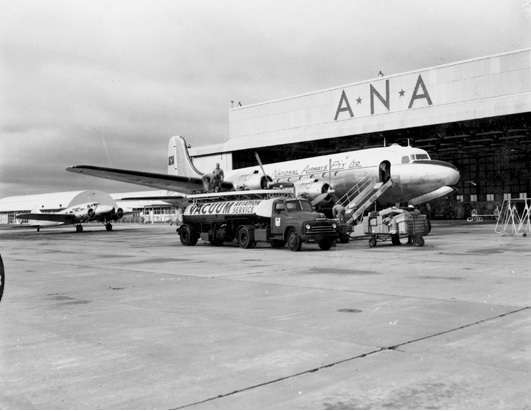
Un DC4 de l'Australian National Airways à Perth en 1955

Ne doit pas être confondu avec la compagnie Australian National Airways, active de 1929 à 1931.
Australian National Airways Pty Ltd est une compagnie aérienne australienne disparue. 
ANA fut constituée à Melbourne en juillet 1936 par regroupement de West Australian Airways, Adelaide Airways et Holymans Airways, qui exploitait déjà un Douglas DC-2.8 DC-2 furent finalement achetés par ANA, suivis d'une importante flotte de DC-3 puis de 12 DC-4. 
La mise en service des premiers DC-4 en septembre 1946 permit d’ouvrir une liaison régulière entre Laverton, Victoria et Vancouver, au Canada, puis en octobre d'une liaison Melbourne - Perth sans escale 6 jours par semaine. La ligne Australie-Canada fut prolongée vers Auckland (Nouvelle-Zélande) avec escale à Sydney au lieu de Laverton, mais en avril 1948 ANA dut céder l'exploitation de la ligne trans-pacifique à British Commonwealth Pacific Airlines. 
ANA se recentra donc sur le réseau domestique, avant d'être rachetée en octobre 1957 par Ansett, la compagnie résultant de cette fusion devenant Ansett-ANA.

## Flotte
- Douglas DC-2 : VH-ADQ/AEN, VH-ADZ, VH-ARB, VH-ARC, VH-USY, VH-UXJ, VH-UYB, VH-UYC.
- Douglas DC-3 : VH-ABR, VH-ACB, VH-AES, VH-AET, VH-AEV, VH-ANH à -ANZ, VH-BHB, VH-INA à -ING, VH-INI, VH-INM, VH-INN, VH-UZJ, VH-UZK.
- Douglas DC-4 : VH-ANA à -ANG (les lettres VH-ANF et VH-ANG furent attribuées chacune à 2 avions différents), VH-INX à -INZ.